# 川崎市立南菅中学校
川崎市立南菅中学校は、神奈川県川崎市多摩区菅馬場4-1-1に所在する中学校である。

## 概要
川崎市で最も敷地が広く、標高の高いところにある市立中学校であり、各学年3クラスの9学級が存在する。支援級もある。

## ３関連項目
- 神奈川県中学校一覧

## 部活
文化部は少なく２つしかない。

### 文化部
吹奏楽部
美術部

### 運動部
バドミントン部
男女バスケットボール部
サッカー部
卓球部
男女ソフトテニス部
陸上競技部
女子バレーボール部
野球部
新体操部

駅伝部・・・秋に県大会を目指して設置
| スタブアイコン | サブスタブ | この項目は、まだ閲覧者の調べものの参照としては役立たない、神奈川県に関連した書きかけの項目です。この項目を加筆・訂正などしてくださる協力者を求めています（P:日本の都道府県/神奈川県）。 |